# Grande vitesse ferroviaire en Thaïlande

La liaison ferroviaire à grande vitesse Chine-Thaïlande en construction, Khon Kaen, 16 mai 2017

La Grande vitesse ferroviaire en Thaïlande est un projet d'un vaste réseau ferroviaire à grande vitesse reliant ses principales villes. La première ligne du réseau est en construction de Bangkok à Nakhon Ratchasima, avec une vitesse opérationnelle maximale prévue de 250 km/h.

## Histoire
En octobre 2010, le Parlement thaïlandais a approuvé les premières propositions pour un réseau ferroviaire à grande vitesse (TGV). Cinq lignes capables de traiter 250 km/h (155 mph) rayonneraient depuis Bangkok.
En mars 2013, le ministre des Transports a révélé qu'une seule entreprise serait sélectionnée pour exploiter toutes les lignes de trains à grande vitesse, dont la mise en service est prévue entre 2018 et 2019. Les 86 premiers de Krung Thep Aphiwat à Ayuthaya devait faire l'objet d'un appel d'offres fin 2013. Cependant, une crise politique de sept mois impliquant la dissolution du Parlement et l'annulation des élections de février 2014 a abouti à un coup d'État militaire en mai 2014. En juillet 2014, la nouvelle junte militaire a reporté tous les projets de TGV jusqu'à ce qu'un gouvernement civil soit installé.
À la suite du coup d'État militaire de mai 2014 et de son élévation au poste de Premier ministre, le général Prayut Chan-o-cha a proposé de relier Bangkok à deux villes balnéaires populaires, Pattaya et Hua Hin, par train à grande vitesse. Le Bureau de la politique et de la planification des transports et de la circulation du ministère des Transports avait auparavant mené des études sur les deux itinéraires. Ils ont supposé que, pour la ligne Bangkok-Pattaya, les trains traverseraient Chachoengsao, Chonburi et Pattaya, pour se terminer à Rayong, sur une distance de 194 km. . Les coûts de construction ont été estimés à 152 milliards de bahts avec un taux de rentabilité économique interne (TRE) de 13 %. La construction prendrait environ 54 mois. La route vers Hua Hin serait la 209 kilomètres (130 mi) de longueur avec un coût d'investissement d'environ 98 milliards de bahts et un TRE de 8,1 %. Le bureau a conclu que ces itinéraires présenteraient peu d'intérêt pour les investisseurs privés en raison de l'investissement élevé requis et d'un faible taux de rendement. Quatre lignes TGV ont été incluses dans les plans de l'exercice 2017.

### Plan du réseau

Plan, 2022, du réseau de lignes à grande vitesse prévues.

## Lignes proposées

### Liste des lignes
| Non. | Couloir à grande vitesse | Itinéraire | Vitesse de fonctionnement | Longueur                       | Modèle de financement | Coût                                               | Opération projetée                    | Statut |
| ---- | ------------------------ | --- | ------------------------- | ------------------------------ | --------------------- | -------------------------------------------------- | ------------------------------------- | --- |
| 1    | LGV Nord-Est Phase 1     | Krung Thep Aphiwat – Don Mueang – Ayutthaya – Saraburi – Pak Chong – Nakhon Ratchasima                                         | 160-250 km/h (99-155 mph) | 250,8 km (155,8398949536 mi)   | Coût net du PPA,      | 179 412,21 millions de bahts, (5 986 millions USD) | "pourrait être en service d'ici 2028" | En cours de construction |
| 2    | LGV Est Phase 1          | Don Mueang – Krung Thep Aphiwat – Makkasan – Aéroport de Suvarnabhumi – Chachoengsao – Chonburi – Si Racha – Pattaya – U-Tapao | 250 km/h (160 mph)        | 220 km (136,70166224 mi)       | Coût net PPA          | 224,544 millions de bahts (7,492 millions USD)     | À déterminer                          | Préparation du chantier |
| 3    | LGV Nord-Est Phase 2     | Nakhon Ratchasima – Bua Yai – Ban Phai – Khon Kaen – Udon Thani – Nong Khai                                                    | 250 km/h (160 mph)        | 356,01 km (221,21435806392 mi) | Coût net du PPA,      | 226,340 millions de bahts (7,552 millions USD)     | À déterminer                          | Phase de planification. La 2ème phase est « prévue (à partir du deuxième trimestre 2023) pour commencer la construction en 2024 » |
| 4    | LGV Est Phase 2          | U-Tapao – Rayong – Klaeng – Chanthaburi – Trat                                                                                 | 250 km/h (160 mph)        | 190 km (118,06052648 mi)       | Coût net PPA          | 159,111 millions de bahts (5,309 millions USD)     | À déterminer                          | Phase de planification |
| 5    | LGV du Nord, phase 1     | Krung Thep Aphiwat – Don Mueang – Ayutthaya – Lopburi – Nakhon Sawan – Phichit – Phitsanulok                                   | 300 km/h (190 mph)        | 380 km (236,12105296 mi)       | Japon                 | 212,892 millions de bahts (7,103 millions USD)     | À déterminer                          | Phase de planification |
| 6    | LGV Sud Phase 1          | Krung Thep Aphiwat – Nakhon Pathom – Ratchaburi – Phetchaburi – Hua Hin                                                        | 300 km/h (190 mph)        | 211 km (131,109321512 mi)      | Coût net PPA          | 100,125 millions de bahts (3,341 millions USD)     | À déterminer                          | Phase de planification |
| 7    | LGV du Nord, phase 2     | Phitsanulok – Sukhothai – Si Satchanalai – Lampang – Lamphun – Chiang Mai                                                      | 300 km/h (190 mph)        | 288 km (178,954903296 mi)      | Japon                 | 232,411 millions de bahts (7,755 millions USD)     | À déterminer                          | Phase de planification |
| 8    | LGV Sud Phase 2          | Hua Hin – Prachuap Khiri Khan – Chumphon – Surat Thani – Nakhon Si Thammarat – Phatthalung – Hat Yai – Padang Besar            | 300 km/h (190 mph)        | 759 km (471,620734728 mi)      | Coût net PPA          | 432,329 millions de bahts (14,425 millions USD)    | À déterminer                          | Phase de planification |

### LGV nord-est: Bangkok – Nakhon Ratchasima – Nong Khai (projet ferroviaire sino-thaïlandais)
En novembre 2014, la Thaïlande et la Chine ont signé un protocole d'accord acceptant de construire la partie thaïlandaise du chemin de fer transnational reliant Kunming, en Chine, au golfe de Thaïlande. En novembre 2015, les deux parties ont convenu d'une division du travail. Dans ce cadre, une coentreprise serait créée pour gérer le projet. La Chine mènerait des études de faisabilité, concevrait le système, construirait des tunnels et des ponts et poserait les voies. Le protocole d'accord stipule que la Thaïlande est responsable de l'investissement à 100 % dans le projet et gère elle-même la construction, y compris la réalisation d'études d'impact social et environnemental, l'expropriation de terrains à des fins de construction, la gestion du génie civil général et de l'approvisionnement en électricité, et la fourniture de matériaux de construction.
Une fois construit, la Chine exploitera et entretiendra le système pendant les trois premières années d’exploitation. Entre la troisième et la septième année, les deux pays partageraient la responsabilité. Plus tard, la Thaïlande assumera la responsabilité avec la Chine comme conseiller. La Chine formerait du personnel thaïlandais pour exploiter et entretenir le système.
Des voies doubles à écartement standard seraient posées tout au long du projet. En Thaïlande, deux routes divergeraient à un carrefour dans le district de Kaeng Khoi, dans la province de Saraburi. Un pour relier Bangkok à Kaeng Khoi. L'autre itinéraire pour relier Kaeng Khoi à Map Ta Phut de la province de Rayong. De Kaeng Khoi, les pistes mèneraient au nord jusqu'à Nakhon Ratchasima et jusqu'à la province de Nong Khai. La construction serait divisée en quatre sections : Bangkok-Kaeng Khoi, Map Ta Phut-Kaeng Khoi, Kaeng Khoi-Nakhon Ratchasima, Nakhon Ratchasima-Nong Khai.
La construction de la partie thaïlandaise du système ferroviaire, longue de 873 kilomètres, a débuté en décembre 2017,. 
Le chemin de fer se connectera à la route 417 km de chemin de fer Boten-Vientiane et un 520 km reliant la frontière laotienne à Kunming. En juillet 2021, les autorités ont déclaré : « les travaux qui devront être reportés sont les [... voies] entre Nawa Nakhon et Ban Pho, entre Phra Kaeo et Saraburi » ; en outre un autre report, "vraisemblablement jusqu'à [... 2022 est] le tronçon entre Don Muang et Nawa Nakhon". Au quatrième trimestre 2022, la « première phase entre Bangkok et Nakhon Ratchasima est [...] en retard sur le calendrier » ; de plus, il est « réalisé à 15 % alors qu'il aurait dû être à 37 % » ; la ligne Phase 1 devait, être achevée en 2026 - cependant, les médias affirment que le contrat principal devra être prolongé, selon une source au ministère des Transports.

### LGV Est: Aéroport de Bangkok-U-Tapao
Une ligne TGV vers la côte est a été proposée pour la première fois en 1996, mais aucun progrès n'a été réalisé pendant plus d'une décennie. En 2009, le gouvernement a demandé au Bureau de la politique et de la planification des transports et du trafic (OTP) de créer un plan pour un nouveau réseau HSR en Thaïlande comprenant une ligne HSR orientale vers Rayong. Le tracé a été finalisé avant les élections de 2011 avec la promesse de commencer la construction l'année suivante si le gouvernement était réélu, mais ils ont perdu les élections. Après les élections de 2011, le nouveau gouvernement a révisé tous les projets de TGV et la SRT a déclaré que la ligne ferait l'objet d'un appel d'offres début 2014. Après le coup d’État de mai 2014, il y a eu de nouveaux retards alors que le gouvernement militaire a révisé toutes les lignes HSR, reportant dans un premier temps tous les projets. Début 2016, le gouvernement a accepté de poursuivre la route HSR orientale et a suggéré qu'elle pourrait être étendue jusqu'à l'aéroport international Don Mueang au-delà du terminus du terminal central de Krung Thep Aphiwat, fournissant ainsi une liaison avec trois aéroports. L'extension de la ligne fournirait une liaison entre l'aéroport Don Mueang, l'aéroport Suvarnabhumi et l'aéroport international U-Tapao dans le district de Ban Chang.
En 2017, OTP et le ministère des Transports, en consultation avec le SRT, ont convenu qu'en prolongeant la ligne jusqu'à son terminus à Don Mueang, cela inclurait effectivement l'extension longtemps retardée de la liaison ferroviaire de l'aéroport (Bangkok) de la gare de Makkasan à l'aéroport de Don Mueang. du projet. Le Bureau du corridor économique oriental (Bureau de la CEE) a finalisé en octobre 2017 les plans précédents de l'OTP visant à construire la ligne HSR orientale de 10 stations reliant l'aéroport de Don Mueang, Krung Thep Aphiwat, Makkasan, l'aéroport de Suvarnabhumi, Chonburi, Si Racha, Pattaya, l'aéroport d'U-Tapao, et Rayong. Début 2018, le tronçon vers Rayong a été exclu en raison de problèmes d'environnement et de sécurité et il a été décidé que la ligne se terminerait à l'aéroport d'U-Tapao.
La SRT a déclaré que les premiers appels d'offres pour la ligne THV Est devraient être lancés d'ici mai 2018 avec une période d'enchères de quatre mois avant l'attribution du contrat. Le coût du projet a été estimé à plus de 200 milliards de bahts, dont 123 milliards de bahts seraient financés par le gouvernement thaïlandais et 90 milliards de bahts par le secteur privé,.
Deux consortiums rivaux se disputaient le contrat de liaison aéroportuaire. Le consortium dirigé par le groupe Charoen Pokphand (CP) composé d' Italo-Thai Development et de China Railway Construction Corporation Ltd, CH. Karnchang et Bangkok Expressway and Metro ont remporté le projet avec une offre de 224 milliards de bahts en décembre 2018. Leur enchère gagnante est valable jusqu'au 8 novembre 2019. Jusqu'au 16 octobre 2019, le consortium avait refusé de signer le contrat, invoquant des problèmes d'expropriation et d'expulsion des terres et la demande du consortium que le gouvernement partage les risques du projet. Les négociations ont été encore compliquées par la démission de l'ensemble du conseil d'administration des chemins de fer d'État. Le 16 octobre 2019, des reportages ont annoncé que le consortium CP avait l'intention de signer l'accord ferroviaire le 25 octobre. Tanit Sorat, vice-président de la Confédération des employeurs du commerce et de l'industrie thaïlandais, a déclaré que les retards dans la signature du contrat sont "... peu susceptibles d'affecter le projet car le gouvernement mènera à bien le projet". Le projet a finalement été approuvé en octobre 2019 en tant que partenariat public-privé entre le gouvernement thaïlandais et Charoen Pokphand / China Railway Construction Corporation. Les actifs reviendront à l’État après 50 ans. Il est prévu de commencer la construction en 2023 et d'être mis en service en 2029.

### LGV Nord: Bangkok–Phitsanulok–Chiang Mai (projet japonais-thaïlandais)
Le Japon fournirait la technologie Shinkansen pour une liaison ferroviaire à grande vitesse entre Bangkok et la ville septentrionale de Chiang Mai. La phase 1 relierait Bangkok à Phitsanulok. Son coût est estimé à 280 milliards de bahts. Sept stations sont prévues pour ce segment : Krung Thep Aphiwat, Don Mueang, Ayutthaya, Lopburi, Nakhon Sawan, Phichit et Phitsanulok. Pour réduire les coûts, les autorités thaïlandaises ont proposé de réduire le nombre de stations, mais l'Agence japonaise de coopération internationale (JICA) a rejeté cette suggestion au motif qu'elle irait à l'encontre de l'objectif initial du projet. Cette partie du tracé devait être soumise au cabinet thaïlandais pour approbation financière en août 2018 
Après la signature d'un premier accord de coopération en 2015, le gouvernement thaïlandais a formellement demandé l'assistance technique et financière du gouvernement japonais fin 2016 pour la construction de la ligne HSR du Nord vers Chiang Mai. Les Japonais ont réalisé une étude de faisabilité qui estime que la construction du projet coûtera 420 milliards de bahts.
Une étude de faisabilité réalisée par la JICA à la mi-2018 a indiqué que le train, comme prévu, fonctionnerait à perte. L'étude de la JICA prévoit seulement 10 000 passagers par jour sur la route, contre 30 000 par jour prévus dans les propositions de planification initiales. Pour rentabiliser la vente de billets, il faudrait 50 000 billets par jour.
Le gouvernement thaïlandais a annoncé en septembre 2019 qu'il pourrait annuler le projet de train à grande vitesse Bangkok-Chiang Mai après que les investisseurs privés ont refusé d'investir. Le coût de la ligne de 670 kilomètres est estimé à 400 milliards de bahts. Le Japon a rejeté le projet, le considérant comme un mauvais investissement en raison des faibles prévisions de passagers. Toutefois , le ministère des Transports nie que le Japon ait annulé le projet.
Le 14 décembre 2022, le Département des Chemins de fer discute avec le MLIT - JICA pour accélérer la conclusion des études de faisabilité économique et financière du train à grande vitesse entre Bangkok et Chiang Mai, qui s'achèveront en mars 2023. De plus, le Ministère a demandé une étude sur la retombée économique du développement de la zone autour de la gare. Le 8 mars 2023, l'étude de faisabilité économique et financière du projet de train à grande vitesse de Bangkok à Chiang Mai, phase 1 de Bangkok à Phitsanulok, a été achevée. L'étude comprenait une analyse des avantages directs et indirects et a révélé que le projet vaut l'investissement. Le rendement économique (TRE) est de 17,3 pour cent, soit 12 pour cent de plus que le seuil, et la valeur actuelle nette (VAN) est positive sur la période d'exploitation.

### LGV sud: Bangkok – Hua Hin
Cette ligne relierait Bangkok à Hua Hin. Ce serait 211 km (131,109321512 mi), et les coûts estimés en 2016 étaient de 152 milliards de bahts. L'extension prévoit également de relier la Malaisie, ce qui a été proposé le 28 septembre 2021.